# Киримбетський сільський округ
Киримбе́тський сільський округ (каз. Қырымбет ауылдық округі, рос. Кырымбетский сельский округ) — адміністративна одиниця у складі району імені Габіта Мусрепова Північноказахстанської області Казахстану. Адміністративний центр — село Киримбет.
Населення — 317 осіб (2021; 756 у 2009, 1297 у 1999, 2299 у 1989).
Станом на 1989 рік існували Калмаккольська сільська рада (села Калмакколь, Киримбет, Шагалали) та Сокологоровська сільська рада (села Міщенка, Сокологоровка) колишнього Чистопольського району. Село Міщенка було ліквідоване 2013 року.

## Склад
До складу округу входять такі населені пункти:
| Населений пункт     | Старі назви | Населення, осіб (1989) | Населення, осіб (1999) | Населення, осіб (2009) | Населення, осіб (2021) |
| ------------------- | ----------- | ---------------------- | ---------------------- | ---------------------- | ---------------------- |
| Калмакколь, село    | -           | 131                    | -                      | -                      | -                      |
| Киримбет, село      | -           | 961                    | 545                    | 291                    | 30                     |
| Міщенка, село       | -           | 164                    | 85                     | -                      | -                      |
| Сокологоровка, село | -           | 926                    | 667                    | 465                    | 287                    |
| Шагалали, село      | -           | 117                    | -                      | -                      | -                      |